# Lasse Nordås
Lasse Nordås, né le 10 février 2002 à Lillestrøm en Norvège, est un footballeur norvégien qui joue au poste d'avant-centre au Luton Town.

## Biographie

### Strømmen IF
Lasse Nordås est formé au Lillestrøm SK, il rejoint ensuite le Strømmen IF, où il commence sa carrière professionnelle. Il joue son premier match le 3 juillet 2021, contre Ullensaker/Kisa IL, en championnat. Il entre en jeu lors de cette rencontre perdue lourdement par son équipe (4-0).

### FK Bodø/Glimt
Le 11 mai 2021, Nordås rejoint le FK Bodø/Glimt. Il joue son premier match sous ses nouvelles couleurs lors d'une rencontre de championnat, le 27 mai suivant, contre le FK Haugesund. Il entre en jeu à la place d'Erik Botheim, et son équipe remporte la partie sur le score de deux buts à zéro. Il inscrit son premier but pour le FK Bodø/Glimt le 16 juin 2021, face au Strømsgodset IF, en championnat. Il entre en jeu à nouveau à la place de Botheim, et participe avec ce but à la large victoire de son équipe ce jour-là (7-2 score final),.
Il découvre la coupe d'Europe en jouant sa première rencontre de Ligue des champions face au Legia Varsovie, le 7 juillet 2021. Il est titularisé et son équipe s'incline par trois buts à deux,.
Il est sacré Champion de Norvège en 2021.

### Tromsø IL
Le 12 août 2022, Lasse Nordås est prêté jusqu'à la fin de l'année au club rival, le Tromsø IL.
Il inscrit son premier but pour Tromsø face à son ancien club, le FK Bodø/Glimt, le 11 septembre 2022, en championnat. Il ouvre le score et son équipe s'impose par trois buts à deux.

### Luton Town
Le 3 février 2025, Lasse Nordås rejoint l'Angleterre afin de s'engager en faveur de Luton Town.

### En sélection
Lasse Nordås joue deux matchs avec l'équipe de Norvège des moins de 19 ans, pour un but marqué, face à la France (victoire 1-2 de la Norvège).
Lasse Nordås joue son premier match avec l'équipe de Norvège espoirs le 12 octobre 2023, lors d'un match amical face à l'Autriche. Entré en jeu à la place de Joel Mvuka, il marque également son premier but avec les espoirs en donnant la victoire à son équipe dans le temps additionnel (1-2 score final).

## Palmarès
FK Bodø/Glimt
- Championnat de Norvège (2) :
  - Champion : 2021 et 2023.